# 위딘 템테이션
위딘 템테이션(영어: Within Temptation)은 네덜란드의 심포닉 메탈 밴드이다.

## 구성원
- 샤론 덴 아델 - 보컬
- 로버트 베스터홀트 - 기타, 보컬
- 루드 아드리아누스 욜리에 - 기타
- 예로엔 반 빈 - 베이스
- 마르틴 스피렌버그 - 키보드
- 스테판 헬르브래드 - 기타
- 마이크 쿨렌 - 드럼

## 이전 구성원
위딘 템테이션 결성 때부터 밴드를 거쳐갔던 구성원들이다.
- 마이클 파펜호베 - 기타
- 마르틴 베스터홀트 - 키보드
- 데니스 리플랑 - 드럼
- 리차드 윌리엄스 - 드럼
- 이바르 델 그라아프 - 드럼
- 마리우스 반 푸야린 - 드럼
- 시로 라팔마 - 드럼
- 젤리 바커 - 기타
- 스테펀 반 하에스트레그트 - 드럼

## 음반

### 정규 음반
- Enter (1997년)
- Mother Earth (2000년)
- The Silent Force (2004년)
- The Heart of Everything (2007년)
- The Unforgiving (2011년)
- Hydra (2014년)
- Resist (2019년)

### 컴필레이션 음반/라이브 음반/DVD
- Mother Earth Tour (2003년)
- The Silent Force Tour (2005년)
- Black Symphony (2008년)
- An Acoustic Night at the Theatre (2009년)
- The Q-Music Sessions (2013년)
- Let Us Burn - Elements & Hydra Live In Concert (2014년)